# Африканский морской ангел
Африканский морской ангел, или индоокеанский морской ангел, или африканская скватина (лат. Squatina africana) — вид рода плоскотелых акул одноимённого семейства отряда скватинообразных. Эти акулы встречаются в западной части Индийского океана на глубине до 494 м. Максимальная зарегистрированная длина 108 см. У них уплощённые голова и тело, внешне они похожи на скатов, но в отличие от последних жабры скватин расположены по бокам туловища и рот находится в передней части рыла, а не на вентральной поверхности. Эти акулы размножаются путём яйцеживорождения. Рацион состоит из небольших рыб и беспозвоночных. Представляют незначительный интерес для коммерческого рыбного промысла.

## Таксономия
Впервые вид был научно описан в 1908 году. Голотип представляет собой самца длиной 80 см, пойманного у берегов Дурбана. Ранее считалось, что африканская скватина — единственный представитель скватинообразных, обитающих в этом ареале, однако, учитывая спорадическое распределение этих акул, можно предположить, что в западной части Индийского океана встречаются и другие виды скватин.

## Ареал
Африканские скватины обитают в западной части Индийского океана у берегов Танзании, Мозамбика, Маврикия и Мадагаскара. Эти акулы встречаются в тропических и тёплых умеренных водах континентального шельфа и верхней части материкового склона на глубине до 494, в основном между 60 и 300 м.

## Описание
У африканских скватин довольно стройное тело. Ноздри обрамлены неразветвлёнными коническими усиками. Задний край передних назальных кожных лоскутов гладкий. Кожные лоскуты, расположенные по обе стороны головы без заострённых лопастей. Характерные для скватин крыловидные грудные плавники широкие и заострённые. Расстояние от глаза до брызгальца менее чем в 1,5 раза превышает диаметр глаза. Основание первого спинного плавника расположено перед свободным кончиком брюшных плавников. На рыле и над глазами имеются крупные шипы. Окраска коричневатого цвета с немногочисленными тусклыми пятнами.

## Биология
Рацион обыкновенных морских ангелов состоит из костистых рыб и головоногих. Эти акулы размножаются яйцеживорождением. В помёте от 7 до 11 новорожденных. В уловах у побережья Квазулу-Наталь, ЮАР, попадались в основном взрослые особи обоих полов, 38 % самок были беременны. Максимальная зарегистрированная длина 108 см. Самцы и самки достигают половой зрелости при длине 75—78 и 90—93 см. Длина новорожденных 28—34 см.

## Взаимодействие с человеком
Вид представляет незначительный интерес для коммерческого рыбного промысла. В качестве прилова эти акулы попадаются в донные тралы и кустарные жаберные сети. Данных для оценки Международным союзом охраны природы статуса сохранности вида недостаточно.